# Opór ruchu
Opory ruchu – wszystkie siły działające na poruszające się ciało fizyczne, które przeciwdziałają poruszaniu się tego ciała.
Rodzaje oporów ruchu:
- tarcia,
- lepkości,
- toczenia,
- wzniesienia,
- aerodynamiczny/hydrodynamiczny.